# Nicola Tanda
Nicola Tanda (Sorso, 22 dicembre 1928 – Londra, 4 giugno 2016) è stato un critico letterario e filologo italiano.

## Biografia
Si laureò a Roma con Sapegno e Ungaretti.
Per oltre trenta anni fu professore all'Università degli Studi di Sassari, dapprima dedicandosi alla letteratura italiana, e poi alla filologia e letteratura sarda.
Fu uno studioso delle lingue minoritarie e delle loro espressioni letterarie nell'isola di Sardegna.
Fu socio onorario della associazione A.N.PO.S.DI. ("Associazione dei poeti di tutti i dialetti d'Italia"), fondata nel 1952 per custodire le voci e le memorie della tradizione dialettale italiana. Diede origine alla nuova Filologia degli italiani
 basata sulla Carta europea per le lingue regionali e minoritarie. Fondò varie associazioni e fu a capo di diverse giurie.
Fu fondatore e presidente del PEN Club Sardo.
Era il presidente della giuria del Premio Ozieri premio letterario fondato nel 1956 per la promozione di opere inedite nelle lingue parlate e scritte nella Regione Sardegna.
Aveva fondato nel 2003 il Centro di Studi Filologici Sardi.
Fu collaboratore del Centro Internazionale sul Plurilinguismo.
Come editor e direttore di collane curò la pubblicazione di oltre cento volumi nelle lingue sarde e centinaia di volumi in lingua italiana.
Esperto di teoria della letteratura, si occupò di autori italiani moderni e contemporanei, tra i quali Vasco Pratolini, Eugenio Montale, Antonio Gramsci, Grazia Deledda, Luigi Pirandello, Pandolfo Collenuccio, Vincenzo Monti, Sebastiano Satta, Salvatore Farina, Antonino Mura Ena, Pietro Mura, Salvatore Satta, Giuseppe Dessì; con quest'ultimo nel 1965 compilò il volume Narratori di Sardegna, la prima antologia degli scrittori sardi.
Morì il 4 giugno 2016 durante un soggiorno a Londra.

## Pubblicazioni
- con G. Dessì, Narratori di Sardegna, Milano, Mursia, 1965.Google Books
- con Joyce Lussu, Fronti e frontiere, Milano, Mursia, 1969.Google Books
- Realtà e memoria nella narrativa contemporanea, Roma, Bulzoni, 1970.Google Books
- Contemporanei: proposte di lettura, Torino, Loescher, 1972.Google Books
- Classicismo e illuminismo nell'opera del Monti, Sassari, Dessì, 1974.
- Pandolfo Collenuccio: il dramma della saviezza, Roma, Bulzoni, 1988.Google Books
- Letteratura e lingue in Sardegna, Sassari, EDES, 1991.Google Books
- Dal mito dell'isola all'isola del mito: Deledda e dintorni, Roma, Bulzoni, 1992.Google Books
- con G.Dessì, Eleonora d'Arborea: racconto drammatico in quattro atti, Sassari, EDES, 1995.Google Books
- Un'odissea de rimas nobas: verso la letteratura degli italiani, Cagliari, CUEC, 2003.Google Books testo in pdf
- Quale Sardegna?: pagine di vita letteraria e civile, Sassari, Delfino, 2007.Google Books
- Predu Mura. Sas poesias d’una bida, Edizione critica a cura di Nicola Tanda (trad. G. M. Poddighe) 2D Editrice Mediterranea, Sassari-Cagliari 1992